# Malý Tribeč
Malý Tribeč (769,4 m n. m.) je třetí nejvyšší vrchol pohoří Tribeč. Nachází se ve střední části pohoří, na hranici katastru obcí Nitrianska Streda, Kovarce a Velčice, na hranici okresů Topoľčany a Zlaté Moravce.

## Polohopis
Nachází se v západní polovině geomorfologické části Vysoký Tribeč, v centrální oblasti podcelku Veľký Tribeč i celého pohoří. Leží přibližně 1 km severovýchodně od Velkého Tribče (830 m n. m.) a nejbližšími sídly jsou Zlatno 5 km východně a Súlovce 5 km západně.
Severozápadní svahy vrchu patří do povodí řeky Nitra, kam směřují přítoky potoka Líšný, jihovýchodní svahy patří do povodí Žitavy. Jižním směrem odvádějí nadbytečnou vodu přítoky Čerešňového potoka. Pod mělkým sedlem jihozápadním směrem je vodní zdroj Pustovníkova studňa, nedaleko od značeného chodníku je pramen Jelšiny. 

## Přístup
Vrcholem Malého Tribča vede  modře značená trasa ze Solčan přes sousední Medvedí vrch (719 m n. m.), která se v sedle na rozcestí u Pustovníkové studně připojuje na  červeně značenou Ponitranskou magistrálu. Ta vede z Kostoľan pod Tribečom přes Veľký Tribeč do Zlatna. Sedlem ze Zlatna vede zároveň nejméně náročná výstupová cesta na Malý Tribeč.